# 凱思·穆恩
凱思·約翰·穆恩（英語：Keith John Moon，1946年8月23日—1978年9月7日）是英國搖滾樂團谁人乐队的鼓手。他以其獨特的風格和古怪的自毀行徑而聞名。他的擊鼓仍受到評論家和音樂家的讚揚。他於1982年被追悼入現代鼓手名人堂，成為第二位被選中的搖滾鼓手，而在2011年，穆恩被滾石雜誌的讀者投票選為歷史上第二大鼓手。
穆恩在米德塞克斯温布利的郊區阿伯頓長大，在1960年代初期開始打爵士鼓。他在1964年加入谁人乐队之後才錄製了他們的第一首單曲，而在此之前穆恩曾與當地樂團The Beachcombers一起演出。在樂團成名的同時，穆恩那強調擊鈸、筒鼓和空拍補音的擊鼓風格也因此為人所知。穆恩在樂團期間，其鼓組規模也逐漸增長，而他與金格·贝克被認為是最早使用雙大鼓爵士鼓配置的搖滾鼓手。他偶爾與其他音樂家合作，後來也參與電影拍攝，但考量在他在樂團中表演為主要職業，因此直到他去世前都留在樂團中。然而，除了他作為鼓手的才能之外，穆恩還因在舞台上破壞他的鼓組以及在巡演中摧毀酒店房間而聲名狼藉，此外他熱衷於用摔炮和矽藻土炸藥炸毀廁所或電視。他在密歇根州弗林特舉行的21歲生日派對被引用為搖滾樂團頹廢行徑最臭名昭彰的例子。
穆恩在1970年代遭遇到許多挫折，最明顯的是他的司機尼爾·波蘭德意外死亡以及婚姻破裂。他開始酗酒，特別是白蘭地和香檳，並因頹廢和黑暗幽默而聞名，因此有了「懶人穆恩」（Moon the Loon）的綽號。在1970年代中期與私人助理杜格爾·巴特勒一起搬到洛杉磯之後，穆恩錄製了他唯一的個人專輯，即收入不佳的《Two Sides of the Moon》。此時的他在與谁人乐队一起巡演時，曾多次在台上昏倒並住院治療。穆恩的惡化通過他們在1976年與他的最後一次巡演，特別是在製作電影《The Kids Are Alright》和歌曲〈Who Are You〉的期間便可知一二。穆恩於1978年搬回倫敦，於當年9月死於治療酒精戒斷症藥物氯甲噻唑的過量使用。

## 延伸閱讀
- Barnes, Richard. . Plexus Publishing. 2004. ISBN 978-0-85965-351-0.
- Clayson, Alan. . Chrome Dreams. 2005. ISBN 978-1-84240-310-5.

## 外部鏈結
- 谁人乐队官網上的凱思·穆恩生平資料（页面存档备份，存于）